# HEWI Heinrich Wilke

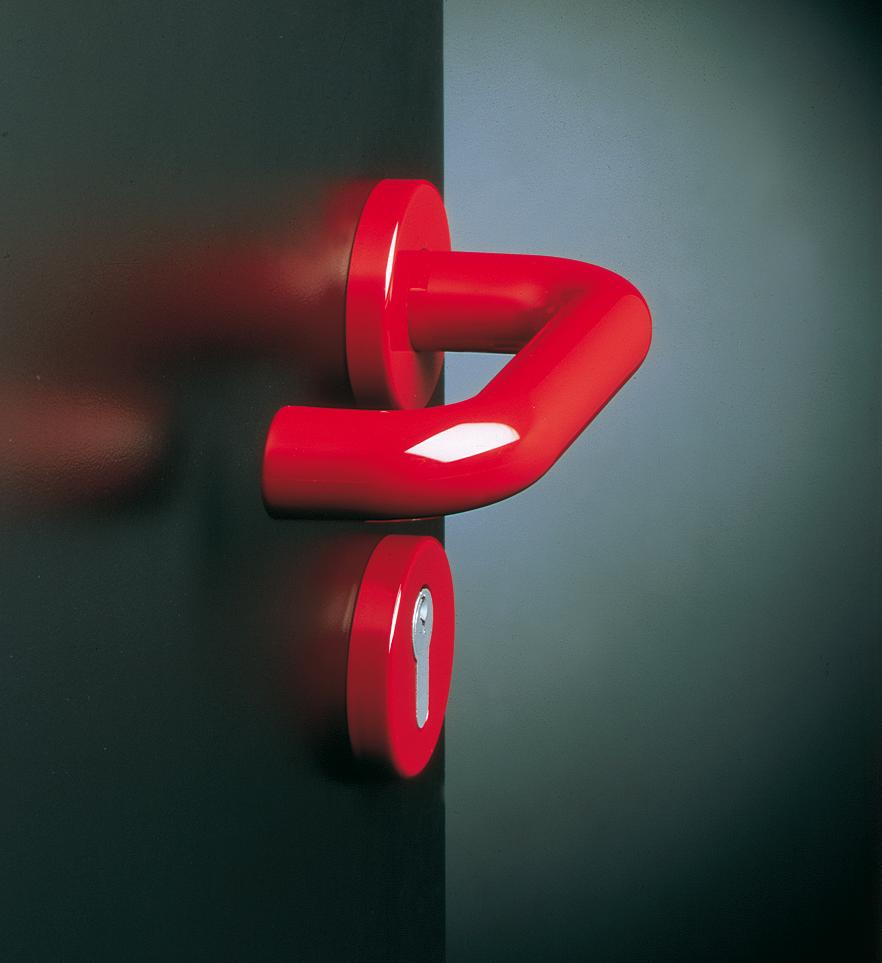
Türdrücker 111 von HEWI

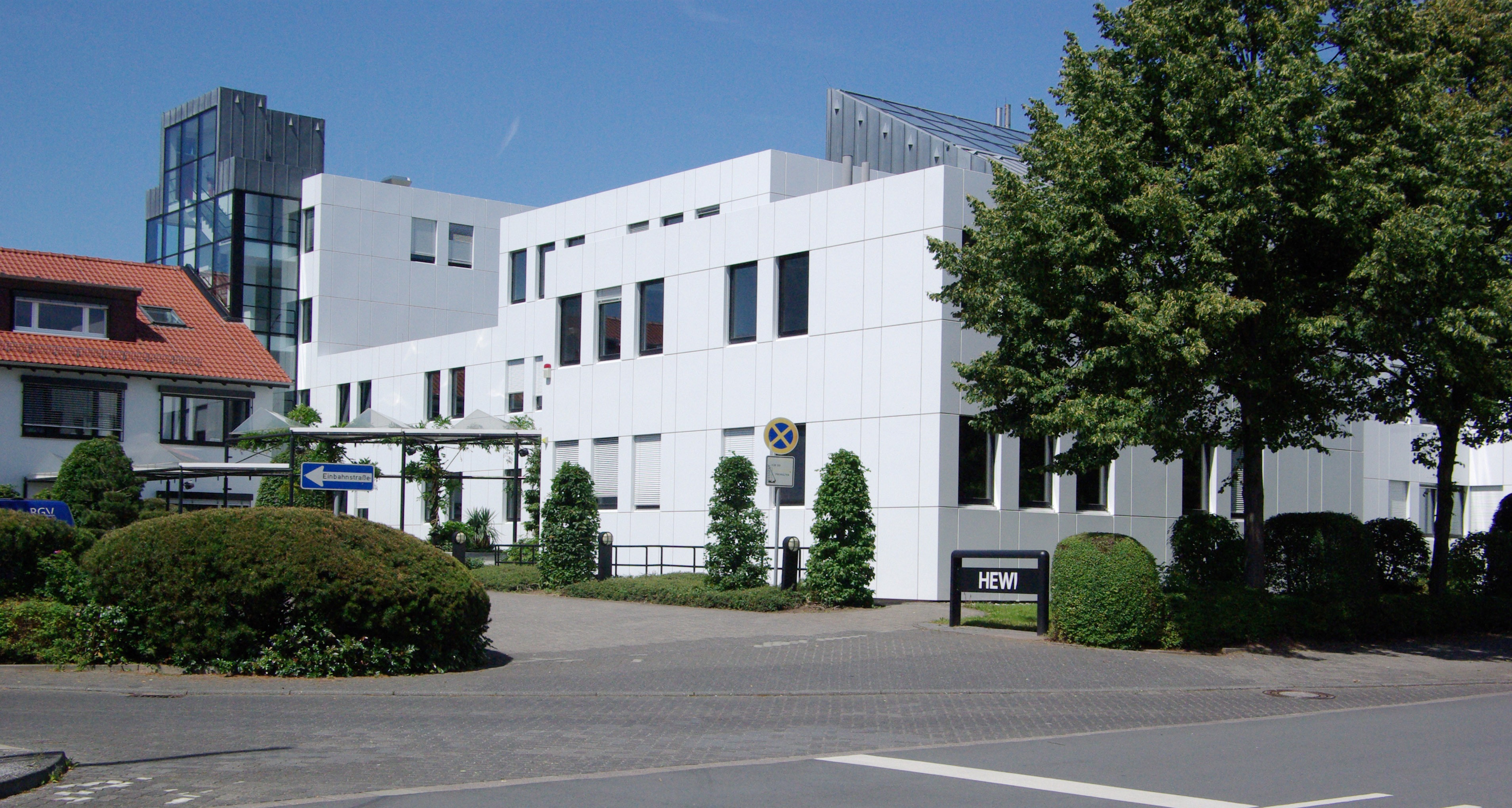
Verwaltungssitz in Bad Arolsen

Die Hewi Heinrich Wilke GmbH (Eigenschreibweise: HEWI) ist ein deutscher Hersteller von Türgriffen, Sanitär-Accessoires, Beschlägen, Handläufen und Beschilderungen mit Sitz in Bad Arolsen.
Seit 1969 wird der Türdrücker 111 produziert, der Designgeschichte schrieb.

## Geschichte
Gegründet wurde die Heinrich Wilke GmbH im Jahr 1929 von Heinrich Wilke, der das Unternehmen mit den Anfangsbuchstaben seines Namens abkürzte: HEWI. Ab 1934 wurden die ersten Produkte aus dem Kunststoff Bakelit hergestellt. Zu dieser Zeit war HEWI einer der ersten kunststoffverarbeitenden Betriebe in Deutschland. 1954 begann die Produktion von Türschonern und Türdrückern, ab 1957 aus dem damals neuen Werkstoff Polyamid.
Gemeinsam mit Architekten entwickelte Rudolf Wilke, der Sohn des Firmengründers, 1969 den Türdrücker 111 aus Polyamid, mit dem das Unternehmen international Bekanntheit erlangte. Basierend auf diesem Design entstand ein komplettes System mit Garderoben, Handläufen und Geländern, das System 111, das ein moderner Klassiker und zum Bestseller und Standbein des Unternehmens wurde.
Seit 1979 produziert HEWI Produkte für barrierefreies Wohnen. 1996 veranstaltete das Unternehmen das erste HEWI-Forum Barrierefreies Wohnen – Leben ohne Ausgrenzung in Bad Arolsen, gefolgt im Jahr 1998 von dem ebenfalls in Bad Arolsen abgehaltenen Forum HEWI-Forum Barrierefreies Leben – Ansätze und Visionen für ein Miteinander. Zu den Kongressen erschienen umfangreiche Dokumentationen. Ab 2003 produzierte HEWI Ausstattungen speziell für die institutionelle Pflege in Krankenhäusern, Reha-Zentren oder Seniorenheimen.
Seit 2001 ist das Unternehmen auch Zulieferer für die Automobilindustrie. 2001 hatte Hewi 1100 Mitarbeiter und 240 Mio. DM Umsatz.
Die Produktionsstätte befindet sich in Mengeringhausen, der Verwaltungssitz in Bad Arolsen und das Schulungszentrum in der Wetterburg.

## Auszeichnungen
Einige HEWI-Produkte waren technisch und gestalterisch Vorreiter. HEWI gewann seit den 1960er Jahren zahlreiche Auszeichnungen für das Produktdesign. Die Firma zählt mit ihren Auszeichnungen seit 1982 zu den erfolgreichsten Preisträgern beim iF Industrie Forum Design, Red Dot Design Award, Architects’ Darling und erhielt den 2013 erstmals verliehenen Hessischen Staatspreis Universelles Design.

## Veröffentlichungen
- Leben ohne Ausgrenzung. Dokumentation HEWI-Forum barrierefreies Bauen. Katalog des Forum am 25. und 26. September 1996 in Arolsen, Hrsg.: HEWI Heinrich Wilke GmbH, HEWI, Arolsen 1996
- Christiane Nicolaus (Red.): Ein Klassiker sucht Verbindungen. Innovationswettbewerb 1996/97. Hrsg.: HEWI Heinrich Wilke GmbH, HEWI, Bad Arolsen 1997
- Tür-, Fenster- und Möbelbeschläge, Katalog für behindertengerechtes Wohnen, HEWI, Bad Arolsen 1997
- Sanitär-Ausstattungen, Katalog für behindertengerechtes Wohnen, HEWI, Bad Arolsen 1997
- Ansätze und Visionen für ein Miteinander. Dokumentation HEWI-Forum am 30. September und 1. Oktober 1998 in Bad Arolsen. Hrsg.: HEWI Heinrich Wilke GmbH, HEWI, Bad Arolsen 1998
- Gerhard Loeschcke, Daniela Pourat: Wohnungsanpassung: Empfehlungen für Ausstattung, Nachrüstung und Umbau. HEWI, Bad Arolsen 1998
- Gerhard Loeschcke, Daniela Pourat: Universell, integrativ, anpassbar. Planungsempfehlungen für barrierefreies Wohnen. Hrsg.: HEWI Heinrich Wilke GmbH, HEWI, Bad Arolsen 2002
- N.N.: Die Macht der Farbe. Hrsg.: HEWI, o. J.
- Viviane Gruß (Grafik): Kunst.stoffe. Geschichte – Anwendungen – Zukunftsperspektiven (= Synthetic.materials. history – applications – perspectives). In dt. und engl. Sprache, Hrsg.: HEWI Heinrich Wilke GmbH, Gesellschaft für Knowhow-Transfer mbH, Leinfelden-Echterdingen 2007